# هارون بيتس
هارون بيتس (بالإنجليزية: Aaron Bates) هو لاعب كرة قاعدة أمريكي، ولد في 10 مارس 1984 في مانهاتن في الولايات المتحدة.

## وصلات خارجية
- هارون بيتس على موقع دوري كرة القاعدة الرئيسي (الإنجليزية)
- هارون بيتس على موقعبيزبول رفرنس.كوم (الدوري الرئيسي) (الإنجليزية)
- هارون بيتس على موقعبيزبول رفرنس.كوم (الدوري الثانوي) (الإنجليزية)
- هارون بيتس على موقع إي إس بي إن.كوم (أم.أل.بي) (الإنجليزية)
- هارون بيتس على موقع مشجعي الرسوم البيانية (الإنجليزية)